# Wangechi Mutu
Pour les articles homonymes, voir Mutu.
Wangechi Mutu, née le 22 juin 1972 à Nairobi, au Kenya, est une artiste et sculptrice qui vit et travaille à Brooklyn (New York). Ses œuvres s'appuient sur une grande variété de modes d'expression : peintures, collages, vidéos, installations, etc. Elle est apparentée au mouvement afrofuturiste et s'est fait une place sur le marché de l'art nord-américain et européen.

## Biographie

### Origines et formation
Originaire du Kenya, Wangechi Mutu va à l'école à Nairobi, au Lorento Convent Msongari, de 1978 à 1989, et poursuit à l'Atlantic College, dans le Val de Glamorgan au Pays de Galles, jusqu'en 1991. Elle se rend ensuite à New York, pour des études en beaux-arts et en anthropologie dans divers établissements jusqu'en 1996 ; elle obtient un diplôme en sculpture à l'université Yale en 2000,.

### Parcours et expositions
Son travail a été exposé dans des galeries et musées à travers le monde, y compris au musée d'art moderne de San Francisco, au Pérez Art Museum Miami, au Tate Modern à Londres, au Studio Museum de Harlem, à New York, au Museum Kunstpalast de Düsseldorf, en Allemagne, au Centre Georges Pompidou à Paris, au Nasher Museum of Art à l’université Duke.
Elle participe en 2004 à la biennale de Gwangju en Corée du Sud.
En France, dès 2005, elle est partie prenante de l'exposition collective « Africa Remix », au Centre Beaubourg à Paris, une exposition itinérante présentée également à Düsseldorf en 2004, Londres en 2005, Tokyo en 2006, Stockholm et Johannesburg en 2007.
En 2009, elle participe à l’exposition collective « Sortilège » présentée à la Fondation pour l'art contemporain Salomon.
La première exposition qui lui soit dédiée dans un musée nord-américain important est celle du musée des beaux-arts de l'Ontario en mars 2010. La première rétrospective de son travail aux États-Unis, « Wangechi Mutu : Un voyage fantastique » est présentée au Nasher Museum of Art, le 21 mars 2013. Cette exposition est présentée par la suite au Brooklyn Museum en octobre 2013, au musée d'art contemporain de North Miami en avril 2014, et à Evanston en septembre 2014.
Elle est en 2008 au Prospect One (première biennale internationale d’art contemporain à La Nouvelle-Orléans).
Le 23 février 2010, Wangechi Mutu est honorée par la Deutsche Bank du titre d'« artiste de l'année ». Le prix inclut une exposition solo à la Deutsche Guggenheim de Berlin. Intitulée « My Dirty Little Heaven », l'exposition se déplace en juin 2010 au Wiels, un centre d'art contemporain de Forest, en Belgique.
En 2012, elle participe à la Triennale de Paris,.
À l'automne 2013, elle prend part à la 5e biennale de Moscou de l'art contemporain.
La même année, elle reçoit le prix du public au BlackStar Film Festival de Philadelphie, en Pennsylvanie, pour le meilleur film expérimental, et le prix de l'artiste de l'année au Brooklyn Museum à New York.
En 2014, elle participe à la biennale de Dakar, ainsi qu'à l'exposition « La Divine Comédie », organisée par Simon Njami, au Museum für Moderne Kunst (MMK), de Francfort-sur-le-Main, réunissant les travaux de 55 artistes contemporains originaires de plus de 20 pays africains. Elle reçoit également cette même année 2014 The United States Artist Grant.
En 2015, Wangechi Mutu participe à la 56e biennale de Venise,.

## Œuvres
Le travail de Wangechi Mutu s'appuie sur une grande variété de moyens d'expression, dont le collage, la vidéo, la performance, et la sculpture, et explore les thèmes du genre, de la race, de l'érotisation du corps de la femme et du colonialisme,. Elle combine des idées trouvées dans la littérature, l'histoire, et les fables pour questionner l'identité féminine et le rôle des femmes à travers l'histoire.
Un diptyque peint, Yo Mama, réalisé en 2003, brosse le portrait d'une femme politique et pionnière du féminisme nigériane, Funmilayo Ransome-Kuti, brandissant un serpent sans tête, au milieu d'une végétation surréaliste, la tête du serpent, ensanglantée, étant à ses pieds,.
Une de ses installations, Suspended Playtime, présentée à partir de 2008, est constituée de dizaines de sphères de sacs à ordures en boule, suspendues au plafond par des fils. L'installation fait référence à l'usage commun des sacs à ordures par les enfants africains pour improviser des balles et autres jouets,. En 2013, Wangechi Mutu réalise une première vidéo d'animation, The End of Eating Everything, achetée par le Nasher Museum of Art. La chanteuse Santigold y apparaît, mi-femme fatale mi-méduse, mutante à la fois attirante et effrayante.

### Influence afrofuturiste
Les œuvres de Wangechi Mutu sont souvent rattachées à l'afrofuturisme, un mouvement artistique pluridisciplinaire conceptualisé en 1994 par le journaliste américain Mark Dery dans un essai intitulé Black To The Future : « science-fiction et cyberculture du XXe siècle au service d’une réappropriation imaginaire de l’expérience et l’identité noire »,.
La vidéo The End of eating Everything se place fermement, pour différents critiques artistiques, dans ce courant afrofuturiste. Dans Misguided Little Unforgivable Hierarchies, elle examine les hiérarchies sociales et les relations de pouvoir ainsi que la construction historique d'un classement des peuples autour de catégories raciales et ethniques Dans Family Tree, comme dans beaucoup de ses œuvres, elle mélange le passé et l'avenir.
Son travail est également présent dans l'exposition The Shadows Took Shape (Les ombres ont pris forme), de novembre 2013 à mars 2014, et regroupant une trentaine artistes venus de quinze pays différents, au Studio Museum in Harlem à New York, haut lieu de l’afrofuturisme,.

## Place sur le marché de l'art contemporain
Au même titre qu'une autre artiste d'origine éthiopienne et vivant elle-aussi aux États-Unis, Julie Mehretu, Wangechi Mutu s'est fait une place sur le marché de l'art nord-américain. Des lieux d'exposition renommés, comme le Brooklyn Museum ou le Studio Harlem, ont participé à édifier une assise institutionnelle à sa réputation.
Elle fait partie également des artistes africains reconnus en Europe, et contribue à une percée de l'art contemporain africain sur le marché mondial,. En atteste le Global Africa Art Market Report.